# IC 4929
IC 4929 ist eine Spiralgalaxie vom Hubble-Typ Sb im Sternbild Pfau am Südsternhimmel. Sie ist schätzungsweise 178 Millionen Lichtjahre von der Milchstraße entfernt und hat einen Durchmesser von etwa 75.000 Lj.
Das Objekt wurde am 21. September 1900 von DeLisle Stewart entdeckt.